# Airora dugesi
Airora dugesi is een keversoort uit de familie schorsknaagkevers (Trogossitidae). De wetenschappelijke naam van de soort werd in 1890 gepubliceerd door Albert Léveillé.